# Luci Juli Jul (cònsol 430 aC)
Luci Juli Jul (en llatí: Lucius Iulius Vop. f. C. n. Iullus) va ser un magistrat romà. Formava part de la gens Júlia, una família patrícia de l'antiga Roma.
Era fill de Vopisc Juli Jul i un dels tres tribuns amb potestat consolar de l'any 438 aC. El 431 aC va ser magister equitum del dictador Aulus Postumi Tubert, que li va encarregar la custòdia de la ciutat juntament amb el cònsol de l'any, Gai Juli Mentó, mentre ell marxava contra els eques i volscs. L'any següent, el 430 aC va ser cònsol amb Gai Papiri Cras.
Aquell any els tribuns volien modificar la llei per la qual es pagaven les sancions amb caps de ramat (Lex Aternia Tarpeia promulgada l'any 454 aC) i volien posar en el seu lloc un pagament en metàl·lic. Els cònsols es van avançar i van establir el pagament d'una quantitat petita i fixada en metàl·lic en comptes de pagar en caps de bestiar (mulctarum aestimatio). La imposició de multes per obtenir ramats s'havia convertit en un perill, ja que unes poques famílies estaven acumulant tots els ramats de Roma. Luci Juli Jul va ser també censor l'any 424 aC.